# Eupelmus cromwelli
Eupelmus cromwelli är en stekelart som beskrevs av Girault 1922. Eupelmus cromwelli ingår i släktet Eupelmus och familjen hoppglanssteklar. Inga underarter finns listade i Catalogue of Life.